# Schackendorf
Schackendorf ist eine Gemeinde im Kreis Segeberg in Schleswig-Holstein. Das Gebiet lag historisch  im Bereich des Limes Saxoniae.

## Geografie

### Geografische Lage
Schackendorf liegt in ländlicher Umgebung im Stadt- und Umlandbereich nordwestlich des Mittelzentrums Bad Segeberg am Flusslauf der Trave im südöstlichen Teilbereich des Naturraums Ostholsteinisches Hügel- und Seenland, einer Haupteinheit des Schleswig-Holsteinischen Hügellandes.

### Gemeindegliederung
Neben dem namensgebenden Dorf liegen auch, als weitere Ortsteile, die Wohnplätze Birkenhof und Wierensiek (beides Hofsiedlungen) sowie die Haussiedlung Waidmannsheil im Gemeindegebiet.

### Nachbargemeinden
Unmittelbar angrenzende Gemeindegebiete sind:
|            | Negernbötel                                 |              |
|            | Kompassrose, die auf Nachbargemeinden zeigt |              |
| Fahrenkrug |                                             | Bad Segeberg |

## Geschichte
Archäologische Funde belegen eine steinzeitliche Besiedlung des Gemeindegebiets.
Der Ort wurde 1216 erstmals urkundlich erwähnt.

## Politik

### Gemeindevertretung
Bei der Kommunalwahl am 14. Mai 2023 wurden insgesamt elf Sitze vergeben. Diese gingen alle an die Bürgerinitiative-Schackendorf.

## Wappen
Blasonierung: „In Silber ein beiderseits eingebogener, schräglinker blauer Balken, begleitet oben von einem aufrechten grünen Lindenblatt, unten von einem achtspeichigen schwarzen Rad.“

## Wirtschaft und Infrastruktur

### Wirtschaftsstruktur
Aufgrund der verkehrsgünstigen Lage gibt es im Ort einige Gewerbe- und einen Gastronomiebetrieb. Durch die Nähe zu Bad Segeberg gibt es außerdem viele Wohngebiete. Neue Wohngebiete werden regelmäßig eröffnet.

### Verkehr
Durch das Gemeindegebiet führt grob in Nord-Süd-Richtung die Bundesautobahn 21. Im Norden befindet sich die Anschlussstelle Wahlstedt (Nr. 11) mit dem Übergang zur Bundesstraße 205 in Richtung Neumünster, südlich von der Gemeindegrenze nach Bad Segeberg die Anschlussstelle Bad Segeberg-Nord (Nr. 12) mit der Anbindung an die Bundesstraße 206. Von letztgenannter zweigt nach Norden eine Kreisstraße ab, die in das Dorf führt.